# Sweet Girl
Pour plus de détails, voir Fiche technique et Distribution.
Sweet Girl est un film américain réalisé par Brian Andrew Mendoza, sorti en 2021 sur Netflix.

## Synopsis
Un homme anéanti par le chagrin se promet de punir ceux qui ont empêché sa femme de guérir d'un cancer, tout en protégeant la seule famille qu’il lui reste : sa fille.

## Fiche technique
Sauf indication contraire, les informations mentionnées dans cette section peuvent être confirmées par les bases de données cinématographiques IMDb et Allociné,  présentes dans la section « Liens externes ».
- Titre original et français : Sweet Girl
- Réalisation : Brian Andrew Mendoza
- Scénario : Philip Eisner, Gregg Hurwitz et Will Staples
- Musique : Steven Price
- Photographie : Barry Ackroyd
- Montage : Brad Besser et Matt Chesse
- Production : Jason Momoa, Brad Peyton, Brian Andrew Mendoza
  - Production déléguée : Mark Kamine, Martin Kistler
- Sociétés de production : ASAP Entertainment, Netflix
- Société de distribution : Netflix
- Pays de production : États-Unis
- Langue originale : anglais
- Genre : action
- Durée : 110 minutes
- Date de sortie :
  - Monde : 20 août 2021 (Netflix)

## Distribution
- Jason Momoa (VF : Xavier Fagnon) : Raymond « Ray » Cooper
- Isabela Moner (VF : Adeline Chetail) : Rachel Cooper
  - Milena Rivero : Rachel Cooper à 11 ans
- Manuel Garcia-Rulfo (VF : Laurent Maurel) : Amos Santos
- Amy Brenneman (VF : Véronique Augereau) : Diana Morgan
- Adria Arjona (VF : Claire Morin) : Amanda Cooper
- Justin Bartha (VF : Sébastien Desjours) : Simon Keeley
- Raza Jaffrey (VF : Thomas Roditi) : Vinod Shah
- Lex Scott Davis (VF : Corinne Wellong) : l'inspectrice Sarah Meeker
- Michael Raymond-James (VF : Mark Lesser) : l'inspecteur John Rothman
- Dominic Fumusa : Sam Walker
- Nelson Franklin (en) (VF : Mathias Kozlowski) : Martin Bennett
- Reggie Lee (VF : Bertrand Liebert) : Dr Wu
- Will Blagrove : l'inspecteur Alvarez
- Brian Howe (VF : Richard Leroussel) : Pete Micelli, le patron du Boulevard Automobile Center